# Festival Internacional de Cine de San Sebastián 1994
La 42.ª edición del Festival Internacional de Cine de San Sebastián se celebró entre el 15 y el 24 de septiembre de 1994. El Festival se consolidó en la máxima categoría A (festival competitivo no especializado) de la FIAPF. 

## Desarrollo
El festival fue inaugurado el día 15 de septiembre de 1994 con el mismo equipo directivo del año anterior, la gala fue presentada por Teresa Gimpera y Fernando Guillén Cuervo y contaron con la presencia de Penelope Ann Miller, Quentin Tarantino, Francesca Neri y Greta Scacchi, entre otros. Es va fer un recordatori al crític de cinema José Luis Guarner i es va inaugurar amb la projecció fora de concurs de The Shadow. En la ceremonia de clausura se proyectaría La Femme et le Pantin, película francesa del 1929 protagonizada por la donostiarra Conchita Montenegro y recentmente restaurada por la Cinémathèque Française. Esta sería una de las ocho películas recuperadas por la Cinémathèque exhibidas en el festival, como Ramuntcho de René Barberis. El día 16 se proyectaron Todo es mentira y Hasenjagd – Vor lauter Feigheit gibt es kein Erbarmen. El día 17 se exhibieron La Partie d'échecs y  Shallow Grave de la sección oficial, asó como Las aventuras de Priscilla fuera de concurso y Pesadilla antes de Mavidad en la Zabaltegi. El día 18 Días contados y Mon amie Max y el 19 The Beans of Egypt, Mayne y Wiederkehr, así como Tres colores: Rojo, a la vez que visitaba el festival Rutger Hauer.
El 20 se proyectaron Pào dǎ shuāng dēng y Fado, majeur et mineur,y como sorpresa Lobo, que no estaba programada. Pasó por el festival Mickey Rooney ys e presentó el libro de homenaje a José Luis Guarner, Autorretrato del cronista. El 21 se proyectaron Scenes from the New World y Hollywood Kid Eu Saengae en la sección oficial y La reina de la noche en el Zabaltegi. El 22 se mostraron El detective y la muerte y Antareen en la sección oficial y Senza pelle en la de Nuevos Realizadores, y visitó el festival Anna Galiena. El 23 se mostraron Second Best y Alciz Shurek/Coeur fragile y pasaron por el festival William Hurt, James Coburn, Bernardo Bertolucci y Lana Turner. El 25 se dio la entrega de premios.

## Jurados
Jurado de la Sección Oficial
- Karl Baumgartner (Presidente)
- Francisco J. Lombardi
- Julio Medem
- Francesca Neri
- Arturo Ripstein
- Jean Saint-Geours
- Robert Wise

## Películas

### Sección Oficial
Las 15 películas siguientes compitieron para el premio de la Concha de Oro a la mejor película:
| Título en España                                      | Título original                                       | Director(es)                      | País        |
| ----------------------------------------------------- | ----------------------------------------------------- | --------------------------------- | ----------- |
| Alciz Shurek/Coeur fragile                            | Alciz Shurek/Coeur fragile                            | Ermek Shynarbaev                  | Rusia       |
| Los confinados                                        | Antareen                                              | Mrinal Sen                        | India       |
| Días contados                                         | Días contados                                         | Imanol Uribe                      | España      |
| El detective y la muerte                              | El detective y la muerte                              | Gonzalo Suárez                    | España      |
| Fado mayor y menor                                    | Fado, majeur et mineur                                | Raúl Ruiz                         | Francia     |
| Hollywood Kid Eu Saengae                              | Hollywood Kid Eu Saengae                              | Chung Ji-young                    | Hong Kong   |
| La partida de ajedrez                                 | La Partie d'échecs                                    | Yves Hanchar                      | Francia     |
| Mon amie Max                                          | Mon amie Max                                          | Michel Brault                     | Francia     |
| Pólvora roja, pólvora verde                           | Pào dǎ shuāng dēng                                    | He Ping                           | China       |
| Scenes from the New World                             | Scenes from the New World                             | Gordon Eriksen y Heather Johnston | Suecia      |
| Second Best                                           | Second Best                                           | Chris Menges                      | Reino Unido |
| Tumba abierta                                         | Shallow Grave                                         | Danny Boyle                       | Reino Unido |
| La familia Bean                                       | The Beans of Egypt, Mayne                             | Jennifer Warren                   | EE.UU.      |
| Todo es mentira                                       | Todo es mentira                                       | Álvaro Fernández Armero           | España      |
| Hasenjagd – Vor lauter Feigheit gibt es kein Erbarmen | Hasenjagd – Vor lauter Feigheit gibt es kein Erbarmen | Andreas Gruber                    | Austria     |
| Wiederkehr                                            | Wiederkehr                                            | Silvana Abbrescia-Rath            | Austria     |

### Fuera de competición
Las películas siguientes fueron seleccionadas para ser exhibidas fuera de competición: 
| Título en España                               | Título original                                  | Director(es)          | País      |
| ---------------------------------------------- | ------------------------------------------------ | --------------------- | --------- |
| Peligro inminente                              | Clear and Present Danger                         | Phillip Noyce         | EE.UU.    |
| La mujer y el pelele                           | La Femme et le Pantin                            | Jacques de Baroncelli | Francia   |
| Las aventuras de Priscilla, reina del desierto | The Adventures of Priscilla, Queen of the Desert | Stephan Elliott       | Australia |
| La sombra                                      | La sombra                                        | Russell Mulcahy       | EE.UU.    |

### Otras secciones oficiales

#### Nuevos Directores
Esta sección agrupa los primeros o segundos largometrajes de sus cineastas, inéditos o que solo han sido estrenados en su país de producción y producidos en el último año. Estas fueron las películas seleccionadas para la sección:
| Título en español                    | Título original                      | Director(es)                | País            |
| ------------------------------------ | ------------------------------------ | --------------------------- | --------------- |
| ...And the Earth Did Not Swallow Him | ...And the Earth Did Not Swallow Him | Severo Pérez                | EE.UU.          |
| Ailsa                                | Ailsa                                | Paddy Breathnach            | Irlanda         |
| Clerks                               | Clerks                               | Kevin Smith                 | EE.UU.          |
| Dame lume                            | Dame lume                            | Héctor Carré Menéndez       | España          |
| El silencio de Neto                  | El silencio de Neto                  | Luis Argueta                | Guatemala       |
| Hasta morir                          | Hasta morir                          | Fernando Sariñana           | México          |
| Los silencios del palacio            | Samt el qusur                        | Moufida Tlatli              | Túnez           |
| Sexo, amor y otras desgracias        | Maniaci sentimentali                 | Simona Izzo                 | Italia          |
| Pevnost                              | Pevnost                              | Drahomíra Vihanová          | República Checa |
| La hija del Puma                     | Pumans datter                        | Åsa Faringer y Ulf Hultberg | Dinamarca       |
| Sin piel                             | Senza pelle                          | Alessandro D'Alatri         | Italia          |
| Spanking the Monkey                  | Spanking the Monkey                  | David O. Russell            | EE.UU.          |

#### Zabaltegi[17]
| Título en español                              | Título original                                | Director(es)                           | País          |
| ---------------------------------------------- | ---------------------------------------------- | -------------------------------------- | ------------- |
| 3000 scénarios contre un virus                 | 3000 scénarios contre un virus                 | Diversos autores                       | Francia       |
| Despues de tantos años                         | Despues de tantos años                         | Ricardo Franco                         | España        |
| Comer, beber, amar                             | Yǐn shí nán nǚ                                 | Ang Lee                                | Taiwán        |
| Equipaje, lista de espera, pasaporte, souvenir | Equipaje, lista de espera, pasaporte, souvenir | Félix Cábez                            | España        |
| Frankenweenie                                  | Frankenweenie                                  | Tim Burton                             | EE.UU.        |
| Hatta ishaar akhar                             | Hatta ishaar akhar                             | Rashid Masharawi                       | Palestina     |
| Hoop Dreams                                    | Hoop Dreams                                    | Peter Gilbert, Steve James y Fred Marx | EE.UU.        |
| ¡Vivir!                                        | Huozhe                                         | Zhang Yimou                            | China         |
| Killing Zoe                                    | Killing Zoe                                    | Roger Avary                            | EE.UU.        |
| La reina de la noche                           | La reina de la noche                           | Arturo Ripstein                        | México        |
| Las maravillosas curas del Doctor Asuero       | Las maravillosas curas del Doctor Asuero       | Nemesio Manuel Sobrevila               | España        |
| Los patriotas                                  | Les patriotes                                  | Éric Rochant                           | Francia       |
| Los cinco Faust de F.W. Murnau                 | Los cinco Faust de F.W. Murnau                 | Luciano Berriatua                      | España        |
| Maries Lied                                    | Maries Lied                                    | Niko Brücher                           | Alemania      |
| Mina Tannenbaum                                | Mina Tannenbaum                                | Martine Dugowson                       | Francia       |
| La boda de Muriel                              | Muriel's Wedding                               | P. J. Hogan                            | Australia     |
| Pesadilla antes de Navidad                     | The Nightmare Before Christmas                 | Henry Selick                           | EE.UU.        |
| Guerreros de antaño                            | Once were warriors                             | Lee Tamahori                           | Nueva Zelanda |
| Pulp Fiction                                   | Pulp Fiction                                   | Quentin Tarantino                      | EE.UU.        |
| Sin compasión                                  | Sin compasión                                  | Francisco J. Lombardi                  | Perú          |
| Tres colores: Blanco                           | Trois couleurs : Blanc                         | Krzysztof Kieślowski                   | Francia       |
| Tres colores: Azul                             | Trois couleurs : Bleu                          | Krzysztof Kieślowski                   | Francia       |
| Tres colores: Rojo                             | Trois couleurs : Roige                         | Krzysztof Kieślowski                   | Francia       |
| Verhängnis                                     | Verhängnis                                     | Fred Kelemen                           | Alemania      |
| Vincent                                        | Vincent                                        | Tim Burton                             | EE.UU.        |

#### Retrospectivas
Las retrospectivas de este año fueron William Dieterle, "Los mejores 100 años (y 2): la aventura europea"  y otro dedicado a John Sayles

## Palmarés

### Premios oficiales
Ganadores de la Sección Oficial del 42º Festival Internacional de Cine de San Sebastián de 1994:
- Concha de Oro: Días contados de Imanol Uribe
- Premio Especial del Jurado: 
  - Hasenjagd – Vor lauter Feigheit gibt es kein Erbarmen de Andreas Gruber
  - Second Best de Chris Menges
- Concha de Plata al mejor Director: Danny Boyle por Tumba abierta
- Concha de Plata a la mejor Actriz: Ning Jing por Pólvora roja, pólvora verde
- Concha de Plata al mejor Actor: Javier Bardem, por 'Días contados y El detective y la muerte
- Mención Especial del Jurado:
  - Alciz Shurek/Coeur fragile de Ermek Shynarbaev
  - Pólvora roja, pólvora verde de He Ping
- Premio Nuevos Directores: Ailsa de Paddy Breathnach
- Premio Donostia: Lana Turner